# Bennie Benjamin
Claude A. "Bennie" Benjamin (Saint Croix, 4 de novembro de 1907 Nova Iorque, 2 de maio de 1989) foi um compositor norte-americano.